# From Vegas to Macau 3
Série
From Vegas to Macau 2
(2015)
Pour plus de détails, voir Fiche technique et Distribution.
From Vegas to Macau 3 (賭城風雲III, Du cheng feng yun III) est une comédie d'action sino-hongkongaise réalisée par Wong Jing et Andrew Lau et sortie en 2015 à Hong Kong. C'est la suite de From Vegas to Macau 2 (2015).
Elle totalise 166 millions $ de recettes au box-office pour un budget de 40 millions $.

## Synopsis
Après que la rivale amoureuse de Ken (Chow Yun-fat), Molly (Carina Lau), ait sauté de son jet privé sans parachute, elle semble avoir survécu et est maintenant emprisonnée dans une sorte de bulle laser, inconsciente, nue et repeinte à l'aérographe, tandis que son admirateur, le scientifique fou Yik Tin-hang (Jacky Cheung) est en colère car Ken ne veut pas rembourser son repaire de Paradise Island, au large de la Thaïlande. À Macao, Ken s'effondre en apprenant le mariage de sa fille Rainbow (Kimmy Tong (en)) avec son filleul Vincent (Shawn Yue). Pour l'aider à s'en sortir, son ami Mark (Nick Cheung) l'hypnotise en lui faisant croire que Vincent épouse sa grosse cousine. Les choses tournent mal quand Michael (Andy Lau), le disciple de Ko Chun, téléphone pour avertir de se méfier de Yik Tin-hang, qui a engagé des mercenaires pour tuer Ken. Rainbow et Vincent tombent dans le coma quand une explosion a lieu durant leur mariage. Ken et Mark sont accusés d'avoir englouti l'argent illicite de la DOA et, en colère, Ken jure de se venger et de poursuivre le cerveau qui les a empêtrés là-dedans.
Ken et Mark finissent en prison, jouant aux cartes avec des cigarettes en guise de mises. Ils sont libérés par un raid de criminels et se réfugient chez Michael à Singapour. La grande maison de Michael constitue le lieu idéal pour se cacher pendant une longue période. Plusieurs personnes les assistent, comme un expert en munitions, Only Yu (Law Kar-ying), ou encore un criminel infantile. Deux arcs romantiques naissent - l'un entre le robot sosie de R2-D2 de Ken, Stupido, et la femme-robot de Michael, Skinny, l'autre est un triangle amoureux entre Michael, la petite sœur de Ko, Ko Fei (Li Yuchun), et Mark.
Lorsque Yik Tin-hang arrive enfin pour prendre sa revanche, il défie Ken et ses amis à une partie de tennis de table. Il les invite ensuite à une soirée de charité pour jouer au mah-jong, aux dés et aux cartes, dans une salle du complexe hôtelier de Paradise Island. Après le jeu, du gaz remplit les couloirs ce qui fait perdre connaissance à Ken et aux invités.
Ken et ses amis se faufilent dans un entrepôt sous le hall où ils affrontent les mercenaires de Yik Tin-hang et quatre robots. Stupido et Skinny, qui volent jusqu'à la station, les sauvent et défont les robots, mais sont gravement endommagés. Michael affrontent neuf androïdes qui l'attaquent, mais il les trompe, et Only Yu débarque avec des hommes d'Interpol, appuyant sur un gros bouton qui force les androïdes à danser puis à s'auto-détruire. Ken affronte Yik Tin-hang, dans le repaire de ce dernier et l'électrocute avec un bâton et un gantelet, détruisant son laboratoire. Molly se réveille de sa bulle laser et appelle Yik Tin-hang, permettant à Ken de le vaincre. Alors qu'elle meurt dans les bras de Ken, Yik Tin-hang meurt également de son côté.
À la fin du film, Ken et ses amis célèbrent le Nouvel An chinois dans la maison de Michael. Stupido et Skinny, qui ont été réparés, sont également présents avec leur enfant robot.

## Fiche technique
- Titre original : 賭城風雲III
- Titre international : From Vegas to Macau 3
- Réalisation : Wong Jing et Andrew Lau
- Scénario : Wong Jing
- Photographie : Andrew Lau et Cho Man-keung
- Montage : Azrael Chung
- Musique : Chan Kwong-wing et Chan Chi-yat
- Production : Andrew Lau et Connie Wong
- Société de production : Mega-Vision Project Workshop, TVB, Polybona Films, Sun Entertainment Culture, Media Asia Entertainment Group, China Star Entertainment Group
Dream Maker Entertainment et Focus Group Holdings Limited
- Société de distribution : Gala Film Distribution, Intercontinental Film Distributors (Hong Kong) et Polybona Films (Chine)
- Pays d'origine :  Hong Kong et  Chine
- Langue originale : cantonais et mandarin
- Format : couleur
- Genre : comédie et action
- Durée : 112 minutes
- Dates de sortie :
  - Singapour, Malaisie, Royaume-Uni et Australie : 5 février 2016
  - Hong Kong : 6 février 2016
  - Chine : 8 février 2016

## Distribution
- Chow Yun-fat : Ken Shek/Ko Chun, le « Dieu du jeu »
- Andy Lau : Michael Chan, le « Chevalier du jeu »
- Nick Cheung : Mark
- Li Yuchun : Ko Fei
- Jacky Cheung : Yik Tin-hang
- Carina Lau : Molly
- Charles Heung : Lung Ng
- Shawn Yue : Vincent
- Psy (caméo) : Mr Wong
- Angela Wang : Ma Cho-yat
- Jacky Heung (en) : Lung Sap-ng
- Michelle Hu : Purple
- David Chiang : Victor
- Law Kar-ying : Only Yu
- Kimmy Tong (en) : Rainbow
- Elena Kong (en) : Miss Ice
- Philip Keung : Ma Tai-fat
- Derek Tsang : un policer d'Interpol
- Maria Cordero : une gardienne de prison
- Ng Chi-hung : Grand Frère B
- Lo Hoi-pang : le roi du mah-jong
- Yuen Qiu: la reine du mah-jong
- Jacquelin Chong : la reine des dés
- Grace Wong (en) : une policière d'Interpol
- King Kong Lee (en) : le roi noir de Jiufen
- Hanjin Tan : un prisonnier
- Terence Siufay (en) : une prisonnière
- Tony Ho : un prisonnier
- May Chan (en) : la cousine de Ken
- Requel Xu
- Iris Chung (en) : Iris
- Anita Chui
- Wong Jing : un prisonnier qui se fait tuer

## Production
Le tournage débute en août 2015,,. Le film comprend le retour des acteurs Chow Yun-fat, Nick Cheung et Carina Lau et de nouveaux comme Andy Lau qui reprend son rôle de Michael Chan (de la série Les Dieux du jeu), et Jacky Cheung comme nouveau méchant du film. En plus de reprendre son rôle de Ken Shek des volets précédents, Chow reprend également son rôle de Ko Chun de la série de films susmentionnée.

## Box-office
En Chine, From Vegas to Macau 3 sort le même jour que The Mermaid et The Monkey King 2 et récolte 26,9 millions $ pour son premier jour,,.

## Critique
Variety décrit le film comme un « jeu de hasard avec les "caractéristiques socialistes chinoises", signifiant qu'il n'y a pratiquement aucun jeu ni aucun autre amusement vraiment illégal» et juge que le film « tue à lui seul un genre hongkongais unique au monde, que Wong Jing a lui-même inventé », notant que Wong et Andrew Lau ont « mutilé leur film pour répondre aux critères de la partie continentale, et qu'il ne reste plus qu'une série de gags débiles qui sont à peine efficaces ».